# Thomas Barr
Thomas Barr (* 24. Juli 1992 in Waterford) ist ein irischer Sprinter und Hürdenläufer, der sich auf die 400-Meter-Distanz spezialisiert hat. 2024 wurde er in Rom Europameister in der Mixed-Staffel über 4-mal 400 Meter. Seine Schwester Jessie Barr war ebenfalls als Leichtathletin aktiv.

## Sportliche Laufbahn
Erste internationale Erfahrungen sammelte Thomas Barr im Jahr 2011, als er bei den Junioreneuropameisterschaften in Tallinn im 400-Meter-Hürdenlauf in 51,02 s den sechsten Platz belegte. Im Jahr darauf gelangte er bei den Europameisterschaften in Helsinki bis in das Halbfinale und schied dort mit 50,22 s aus. 2013 wurde er bei den U23-Europameisterschaften in Tampere in 50,14 s Achter und im Jahr darauf schied er bei den Europameisterschaften in Zürich mit 49,30 s im Semifinale aus, während er mit der irischen 4-mal-400-Meter-Staffel in 3:01,67 min den vierten Platz belegte. Bei den IAAF World Relays 2015 auf den Bahamas schied er mit 3:07,11 min im Vorlauf aus und kurz darauf wurde er beim Auftakt der Diamond League in Doha in 48,99 s Dritter. Anschließend startete er bei der Sommer-Universiade im südkoreanischen Gwangju und siegte dort in 48,78 s. Ende August schied er bei den Weltmeisterschaften in Peking mit 48,71 s im Halbfinale aus und wurde dann bei Weltklasse Zürich in 49,79 s Dritter. 2016 schied er bei den Europameisterschaften in Amsterdam im Hürdenlauf mit 50,09 s im Halbfinale aus und belegte mit der irischen Staffel in 3:04,32 min Rang fünf. Daraufhin nahm er an den Olympischen Spielen in Rio de Janeiro teil und erreichte dort überraschenderweise das Finale, in dem er mit neuem Landesrekord von 47,97 s als Vierter knapp eine Medaille verpasste.
2017 gelangte er bei den Weltmeisterschaften in London erneut das Semifinale und verzichtete dort auf einen Start. Zuvor wurde er bei den Bislett-Games in Oslo in 48,95 s Dritter. Im Jahr darauf wurde er dann bei den Müller Anniversary Games in London in 48,99 s Dritter und gewann anschließend bei den Europameisterschaften in Berlin in 48,31 s die Bronzemedaille hinter dem Norweger Karsten Warholm und Yasmani Copello aus der Türkei. Zudem verpasste er im Staffelbewerb mit 3:06,55 min den Finaleinzug. 2019 nahm er im 400-Meter-Lauf an den Halleneuropameisterschaften in Glasgow teil, kam dort aber mit 48,22 s nicht über die erste Runde hinaus. Bei der Diamond League in Shanghai wurde er in 49,41 s Dritter und auch beim Bauhaus-Galan in Stockholm lief er nach 50,28 s auf Rang drei ein. Bei den Bislett Games wurde er in 49,11 s Zweiter und im Herbst erreichte er bei den Weltmeisterschaften in Doha das Halbfinale über 400 Meter Hürden, in dem er mit 49,02 s ausschied. Bei den World Athletics Relays 2021 im polnischen Chorzów stellte er im Vorlauf mit 3:16,84 min einen neuen Landesrekord in der Mixed-Staffel auf und verhalf damit dem Team zum Finaleinzug. Anfang Juni siegte er in 49,02 s beim Göteborg Friidrott GP sowie anschließend in 48,39 s bei den Paavo Nurmi Games und mit 49,25 s beim Sollentuna GP. Ende Juni siegte er dann auch in 49,12 s bei Spitzen Leichtathletik und startete dann bei den Olympischen Spielen in Tokio und erreichte dort das Halbfinale, in dem er mit 48,26 s ausschied.
2022 wurde er bei der Doha Diamond League in 49,67 s Dritter und schied bei den Weltmeisterschaften in Eugene mit 50,08 s im Halbfinale über 400 Meter Hürden aus und auch bei den Europameisterschaften in München mit 49,30 s ebenfalls im Semifinale aus. Im Jahr darauf wurde er bei der 3. Liga der Team-Europameisterschaft im Rahmen der Europaspiele in Chorzów in 49,41 s Erster über 400 m Hürden. Bei den World Athletics Relays 2024 in Nassau wurde er in der Mixed-Staffel in 3:11,53 min Dritter hinter den Teams aus den Vereinigten Staaten und den Niederlanden. Anschließend schied er bei den Europameisterschaften in Rom mit 49,61 s im Halbfinale über 400 m Hürden aus und siegte mit der Mixed-Staffel mit neuem Landesrekord von 3:09,92 min gemeinsam mit Christopher O’Donnell, Rhasidat Adeleke und Sharlene Mawdsley. Im August verpasste er bei den Olympischen Sommerspielen in Paris mit 3:12,67 min den Finaleinzug in der Mixed-Staffel.
In den Jahren von 2012 bis 2017 sowie von 2021 bis 2024 wurde Barr irischer Meister im 400-Meter-Hürdenlauf sowie 2014 Hallenmeister über 400 Meter.

## Persönliche Bestzeiten
- 400 Meter: 46,53 s, 25. Mai 2024 in Brüssel
  - 400 Meter (Halle): 46,44 s, 12. Februar 2020 in Athlone
- 400 m Hürden: 47,97 s, 18. August 2016 in Rio de Janeiro (irischer Rekord)